# オーラ (エイジアのアルバム)
『オーラ』 (Aura)は、エイジアの通算7枚目となるスタジオ・アルバム。

## 解説
このアルバムでは、いままでエイジアの活動に参加したことがあるギタリストが多数参加しており、その中にはスティーヴ・ハウの姿もある。また、作風はかなりポップに仕上がっているが、その理由の1つとしてWAXの貢献が挙げられる。WAXはアンドリュー・ゴールドと10ccのグレアム・グールドマンの2人によって結成されたポップス・デュオで、3曲目の「レディー・トゥ・ゴー・ホーム」は、もともと10ccのアルバム『ミラー・ミラー』でWAXの2人が書き上げた曲で今回の共演を機にエイジアに提供された。
こうした新旧入り混じったミュージシャン、WAXとの共演によって制作されたアルバムが本作である。ジャケットはイエスのアルバムジャケットでも知られるロジャー・ディーンによって描かれた。

## 収録曲
1. アウェイク - "Awake" (Geoff Downes, John Payne) - 6:01
2. ホエアエヴァー・ユー・アー - "Wherever You Are" (Andrew Gold, Graham Gouldman, Downes, Payne) - 4:49
3. レディ・トゥ・ゴー・ホーム - "Ready To Go Home" (Gold, Gouldman) - 4:48
4. ラスト・タイム - "The Last Time" (Downes, Payne) - 4:58
5. フォーギヴ・ミー - "Forgive Me" (Jimmy Santis, Richard Tancredi, Downes, Payne) - 5:24
6. キングス・オブ・ザ・デイ - "Kings Of The Day" (Downes, Payne) - 6:41
7. オン・ザ・コールデスト・デイ・イン・ヘル - "On The Coldst Day In The Hell" (Downes, Payne, Ben Woolfenden) - 6:26
8. フリー - "Free" (Downes, Payne) - 8:13
9. ユーアー・ザ・ストレンジャー - "You're The Stranger" (Downes, Payne) - 5:47
10. ロンゲスト・ナイト - "The Longest Night" (Downes, Payne, Woolfenden) - 5:18
11. オーラ - "Aura" (Downes, Payne, Elliot Randall) - 4:45

### ボーナストラック
1. "Under the Gun" (Downes, Payne) - 4:50
2. "Come Make My Day" (Downes, Payne, Ian Crichton) - 5:02
3. "Hands of Time" (Downes, Payne) - 6:31

## メンバー
- ジェフ・ダウンズ : キーボード
- ジョン・ペイン : リード・ボーカル、ベース、ギター

## ゲスト・ミュージシャン
- スティーヴ・ハウ : ギター
- エリオット・ランドール : ギター
- パット・スロール : ギター
- イアン・クリストン : ギター
- ガスリー・ゴーヴァン : ギター
- トニー・レヴィン : ベース
- クリス・スレイド : ドラム
- ヴィニー・カリウタ : ドラム
- サイモン・フィリップス : ドラム
- マイケル・スターギス : ドラム
- ニール・ロックウッド : バック・ボーカル
- デイヴィッド・グランツ・ゴスペル・コーラス : コーラス（1,3）
- ルイス・ジャービム : パーカション